# یوری شورکلف
یوری شورکلف (روسی: Юрий Степанович Шуркалов؛ زادهٔ ۱۸ سپتامبر ۱۹۴۹) قایقران روئینگ اهل اتحاد جماهیر شوروی سوسیالیستی است.